# 山口県立厚狭明進高等学校
山口県立厚狭明進高等学校（やまぐちけんりつあさめいしんこうこうがっこう）は、山口県山陽小野田市にある山口県立高等学校である。

## 概要
山口県立厚狭高等学校と山口県立田部高等学校との統合により2025年に開校した高等学校である。

## スクール・ミッション
学科の枠を越えて、地域・社会と連携・協働した課題解決型学習や生活の質の向上に向けた実践的・体験的な教育活動を推進することで、確かな学力と、未来を切り拓き新たな価値を創造する力を育み、地域・社会の発展を担う、人間性豊かな人材を育成します。

## 沿革

### 略歴
山口県教育委員会が発表した「県立高校再編整備計画 前期実施計画」にて、家庭科教育の充実を図るため、厚狭高等学校と田部高等学校を再編統合して厚狭高校北校舎に新高校を設置することが示された。当校はそれを受けて設置された。

### 年表
- 2024年11月1日 - 山口県条例第45号（山口県立高等学校等条例の一部を改正する条例）により設置[2]
- 2025年4月8日 - 開校式を行う

## 基礎データ

### 所在地
- 山口県山陽小野田市大字厚狭字束の原1660

### 通学区域
- 山口県全域[3]

### 設置学科
- 普通科
- 生活創造科

### アクセス
- JR西日本山陽本線厚狭駅より徒歩20分

### 象徴

#### 校名
当校の校名「厚狭明進高等学校」は以下の理由により選定された。

- 「厚狭」は、当校の所在地（山陽小野田市大字厚狭）を表している。
- 「明進」は、統合される厚狭高等学校および田部高等学校の校訓の意味合いを持ち合わせており、両校の伝統が継承されていることを表している。
- 当校のコンセプトである「未来を切り拓き、新たな価値を創造する力を育む学校」のイメージを表している。

#### 校章
校章は、公募により岩手県奥州市の男性および下松市の女性の案が採用された。統合される厚狭高等学校と田部高等学校の校章に使われている麻の葉と菊の葉が描かれており、両校の伝統を引き継ぎ一致団結して未来に羽ばたくことへの願いが表されている。

#### 校歌
歌詞は、公募により岩手県奥州市の男性の案が採用された。曲については、山陽小野田市在住の音楽教師により作曲された。

## 学校行事
| - 4月 始業式・入学式 - 5月 - 6月 | - 7月 - 8月 - 9月 | - 10月 - 11月 - 12月 | - 1月 - 2月 - 3月 終業式・卒業式 |

## 部活動

### 運動部
- 硬式野球部
- 陸上競技部
- テニス
- 弓道部
- 女子バスケットボール
- 女子バレーボール
- 女子ソフトテニス部

### 文化部
- 総合文化部（新聞広報班・茶華道班・美術班）
- 吹奏楽部
- 科学部
- 服装研究部
- 食物研究部